# بوسكو هوغن
بوسكو هوغن (بالإنجليزية: Bosco Hogan)‏ هو ممثل أيرلندي، ولد في 1949 في جمهورية أيرلندا.

## وصلات خارجية
- بوسكو هوغن على موقع IMDb (الإنجليزية)
- بوسكو هوغن على موقع قاعدة بيانات الفيلم (الإنجليزية)